# Brittiska palestinamandatets flagga
Brittiska palestinamandatets officiella flagga var den brittiska unionsflaggan, även kallad Union Jack, som var i bruk i mandatet till 1948.
Andra typer av flaggor användes även under denna tid i Palestinamandatet, en så kallad British Red Ensign och en British Blue Ensign.

Brittiska unionsflaggan
British Red Ensign